# Washington (paquebot de 1933)
Pour les articles homonymes, voir Washington.
Le Washington est un paquebot américain mis en service en 1933 pour le compte des United States Lines. Construit à Camden par la New York Shipbuilding Corp., il est avec son jumeau le Manhattan, qui l'a précédé d'un an, le plus gros construit dans ce pays, bien qu'il soit de taille très modeste comparé aux paquebots étrangers.
Tous deux assurent à l'origine un service entre Hambourg et New York, mais leur route est modifiée, au départ de Gênes, lorsque l'Allemagne  entre en guerre, en 1939. Lorsque l'Italie rejoint à son tour le conflit, le Washington et son jumeau sont déplacés sur une route plus sûre, entre New York et San Francisco par le canal de Panama.
En juin 1941, le gouvernement américain décide d'affréter le Washington pour deux ans, le renommant USS Mount Vernon. Lorsque le pays entre en guerre au mois de décembre suivant, le navire est utilisé comme transport de troupes. Retiré du service en 1946, il reprend son nom d'origine et est partiellement refondu pour transporter des passagers, de façon plus précaire que par le passé. En 1951, il est à nouveau réquisitionné, et utilisé pour transporter des soldats et leurs familles à Bremerhaven. Dès 1953, il est définitivement retiré du service, mais n'est démoli qu'en 1965.